# Bentazon
Bentazon er et udbredt herbicid, ukrudtsmiddel, der hæmmer fotosyntesen hos tokimbladede planter.
I nogle danske drikkevandsboringer er bentazon fundet i mængder, der overstiger den godkendte grænseværdi

## Eksterne links
Bentazon. Middeldatabasen.dk Arkiveret 20. januar 2022 hos  Wayback Machine